# Pyrgulopsis crystalis
The Crystal Spring springsnail, danh pháp hai phần Pyrgulopsis crystalis, là một loài ốc nước ngọt cỡ nhỏ, là động vật thân mềm chân bụng sống dưới nước thuộc họ Hydrobiidae. Đây là loài đặc hữu của Hoa Kỳ.